# Linda Tayah
Linda Tayah de Melo (Manaus, 13 de Março de 1947) foi uma guerrilheira da Ação Libertadora Nacional (ALN) que atuou na luta armada contra a ditadura militar brasileira entre 1969 e 1971.

## Biografia
Linda nasce em Manaus (AM) em 13 de Março de 1947, filha do sírio Salim Tayah e da turca Behiye Recuan. Mudou-se para o Rio de Janeiro aos 11 anos com a mãe e os irmãos, onde a mãe estabeleceu-se com um comércio no bairro do Grajaú e viveu uma confortável vida.
Ouviu falar em política com seu primeiro namorado, o normalista pernambucano José Milton Barbosa, estudante de Economia da UFRJ e sargento do Exército. Ingressou na mesma instituição no curso de História e depois em Ciências Sociais. Foi recrutada no ano de 1969 pelo namorado para juntar-se à Ação Libertadora Nacional, ano em que ele havia sido expulso do Exército e entrado na clandestinidade.

## Militância na ALN
No final do ano de 1969, um amigo de José Milton, Aldo de Sá Brito de Souza Neto (assassinado na tortura em janeiro de 1971), pede-a que alugue um apartamento na rua Sá Ferreira para abrigar dois militantes clandestinos — Cida Costa e Aton Filho, o que ela faz sem compreender as implicações, pagando ocasionais visitas ao casal para não erguer suspeitas.
No dia 19 de dezembro de 1969, o apartamento cai, Linda é presa numa feira e levada de volta ao apartamento onde encontra Aton preso e já bastante machucado por agressões. São mantidos em cárcere até a chegada de outro companheiro, o militante Domingos Fernandes. Linda então é levada a um local não discriminado, porém muito afastado, onde passa pela tortura pela primeira vez. Sofre choques e simulações de fuzilamento com um capuz na cabeça, mas resiste à tortura, não revela o nome de José Milton e lança um nome frio para conseguir sua liberdade. É solta apenas em 29 de janeiro de 1970.
Um mês depois é presa novamente, quando o coronel do Codi do I Exército descobre a farsa do nome que usou para ser solta. Dessa vez, abre o nome de José Milton, confessa uma "ação de carro em Laranjeiras"" e é novamente solta, sob o pretexto de que "não queria mais nada com política". Linda então entra pra clandestinidade, como documentado em carta destinada à mãe encontrada pelo I Exército em aparelho desativado. Linda e Zé Milton passam a morar em aparelhos da Organização e ela passa a atuar em ações. Sua primeira ação é o assalto ao restaurante Hungaria e em seguida integra ações de assalto ao Supermercado Morita, a dois carros, a implantação de bomba na Supergel e o assalto à Utilbrás.
Linda passa a morar em uma pensão no Ipiranga após Zé Milton ser detido tentando pegar um avião de Buenos Aires para Cuba e sendo flagrado com documentos falsos. Zé Milton consegue fugir e retorna para São Paulo.

## A gravidez na prisão
O fatídico episódio em que a militante Lídia Guerlenda perde a mão ao testar bombas caseiras em treinamento de tiro na região do Embu-Guaçu, zona sul de São Paulo, marca o início dos acontecimentos que culminariam na morte de Zé Milton e em sua prisão. A clandestinidade impedia Lídia de receber atendimento médico adequado e isso força Linda, Zé Milton e Gelson Reicher a buscarem alternativas para a companheira gravemente ferida.
Em 5 de dezembro de 1971, os três circulam fortemente armados em um fusca, buscando o sequestro de um médico para atender Lídia. De acordo com depoimentos feitos por PMs que participaram do cerco, os eventos se sucedem da seguinte maneira:
"No dia 5 de dezembro, os três circulam num fusca cheio de armas pela avenida Sumaré. Percebem com alguma antecedência que logo à frente se desenrola uma ostensiva Operação Arrastão da Polícia Militar. Param o carro, pegam as armas e, tentando disfarçar, entram no portão do sobrado 3240 - como se morassem lá ou estivesse chegando. Assustada com as armas, uma garota no andar de cima faz sinal para os policiais, que vão ver o que está acontecendo. Há um primeiro tiroteio - mas os três conseguem escapar pelo muro dos fundos.
Linda tem um .38. Gelson outro. Zé Milton um INA. Perseguidos, chegam à rua Veríssimo da Glória. Gelson se esconde na residência de número 62. Linda e Zé fazem refém, no meio da vida, o soldado Valdomiro Trombeta. Obrigam-no a parar um Galaxie, fazem os ocupantes descerem e prostrarem no chão. Linda toma o volante, .38 em punho. Zé Milton, INA engatilhada, coage o soldado a entrar com ele no banco da frente. Valdomiro reluta. Percebe, no meio do rebuliço, que muitos outros PMs estão chegando. Grita para não atirarem: "Os terroristas vão me matar". Num segundo de descuido a INA de Zé Milton aproxima-se muito da cintura de Valdomiro - que tenta tomá-la. Os dois brigam, Linda acerta a mão esquerda do soldado, os outros PMs atiram no casal, Linda acerta um tiro na coxa direita do soldado Alcides Rodrigues de Souza. Linda é baleada. Zé Milton está morto. Gelson consegue fugir."
Baleada na testa, Linda chega à "Oban", como ainda chamavam os guerrilheiros os então denominados DOI/CODI, onde, alega-se, tentam fazer a identificação, trazendo diversos presos para tentar reconhecê-la, mas nenhum conseguia, dado o estado de seu rosto. Passam por ela com uma maca com o corpo de Zé Milton, dizendo que ele ainda estaria vivo e pedindo para que ela falasse. Isso dura 40 minutos, até ser enfim levada para o Hospital das Clínicas, onde é retirada a bala de sua cabeça e fica internada por sete dias, sob forte vigia, até ser levada novamente para a Oban. Aí é constatada sua gravidez, que seu companheiro morreu sem nunca saber e continua passando por torturas - choques elétricos, espancamentos, forçada à nudez. Sérgio Fernando Paranhos Fleury participa pessoalmente de interrogatórios. Ela passa os primeiros meses de gravidez então sob a "Oban" (DOI/CODI) de Carlos Alberto Brilhante Ustra, onde alega ter sido induzida ao aborto, e que seus torturadores teriam dito a ela que ela tinha "um útero de ferro", por não perder o filho que carregava, posto que o aborto nunca ocorreu. Passa então a ir mensalmente para o Hospital das Clínicas para consultas de rotina da gravidez e sai da Oban no dia do parto, 28 de agosto de 1972. De lá, é transferida para o Presídio Tiradentes, sem antes passar novamente pela Oban, às ordens de Ustra, que sentia-se orgulhoso, crendo ter cuidado de Linda e seu filho, José Milton, batizado em homenagem ao falecido pai. O filho fica sob a tutela da família e Linda só é solta no dia 22 de março de 1974.

## Vida após a prisão
Quando sai da prisão, Linda recompõe a vida. Forma-se em Ciências Sociais e Psicologia e muda-se para Curitiba. Casa-se com o também guerrilheiro Viriato Xavier de Mello Filho, com quem tem um filho. Trabalhou como professora municipal.